# Ана Живојиновић
Ана Живојиновић (рођена Лазаревић; Ваљево, 4. јул 1991) је српска одбојкашица која игра на позицији примача сервиса. Са репрезентацијом Србије освојила је златну медаљу на Европском првенству 2011. Са репрезентацијом има и бронзу на Гран прију и злато у Европској лиги. Играла је за грчки Олимпијакос. За најкориснијег играча грчког купа проглашена је 2017. године.

## Успеси

### Репрезентативни
- Европско првенство: 1. место 2011,
- Свјетски гран при : 3. место 2011
- Европска лига : 1. место 2011

### Клупски
- ЦЕВ Челенџ куп: Финале 2017.
- ЦЕВ куп: Финале 2019.
- Првенство Грчке (2): 2016. и 2017.
- Куп Грчке (2): 2016. и 2017.
- Првенство Румунско (1): 2019.
- Куп Румунско (1): 2019.